# Desfile dourado dos faraós
O Desfile dourado dos faraós (em árabe : موكب المومياوات الملكية, literalmente o Desfile real das múmias) foi um evento organizado em 3 de abril de 2021 no Cairo . Durante o desfile, 22 múmias reais foram transportadas do Museu Egípcio no Cairo, localizado na Praça Tahrir, para sua nova localização no Museu Nacional da Civilização Egípcia (NMEC).
As múmias transportadas incluem as dos faraós Ramsés II, Ramsés IX, Ramsés VI, Ramsés V, Seti I, Seqenenre e Tutmose III, a rainha-faraó Hatshepsut, a rainha Merytamon, a esposa do rei Amenhotep I e a rainha Ahmose Nefertari, esposa do rei Ahmose I.
O desfile foi veiculado na íntegra no canal do Youtube do Ministério do Turismo e Antiguidades do Egito.

## Objetivo
O evento teve como objetivo promover o turismo e a cultura, além de curar as feridas da revolução egípcia de 2011.
O novo prédio colocado à disposição das múmias visa expô-las em melhores condições. As múmias serão apresentadas em caixas mais modernas para melhor controle de temperatura e umidade do que no antigo museu.

## Descrição
O desfile começou às 20h (18h GMT), iniciando a jornada de aproximadamente sete quilômetros entre o Museu do Cairo na Praça Tahrir e o NMEC.
As múmias desfilaram na ordem cronológica do reinado. O faraó Seqenenre TAA abriu a marcha, que foi encerrada por Ramsés IX.
No total, foram mobilizados para o evento 60 motocicletas, 150 cavalos, 330 figurantes (estudantes de esportes), 150 músicos e 150 percussionistas do Ministério da Defesa, segundo as autoridades.
O desfile levou um total de quatro meses de preparações.

## Ligação externa
- Vídeo completo do desfile (especialmente a partir de 1:30:00)